# Códice de Wiesbaden

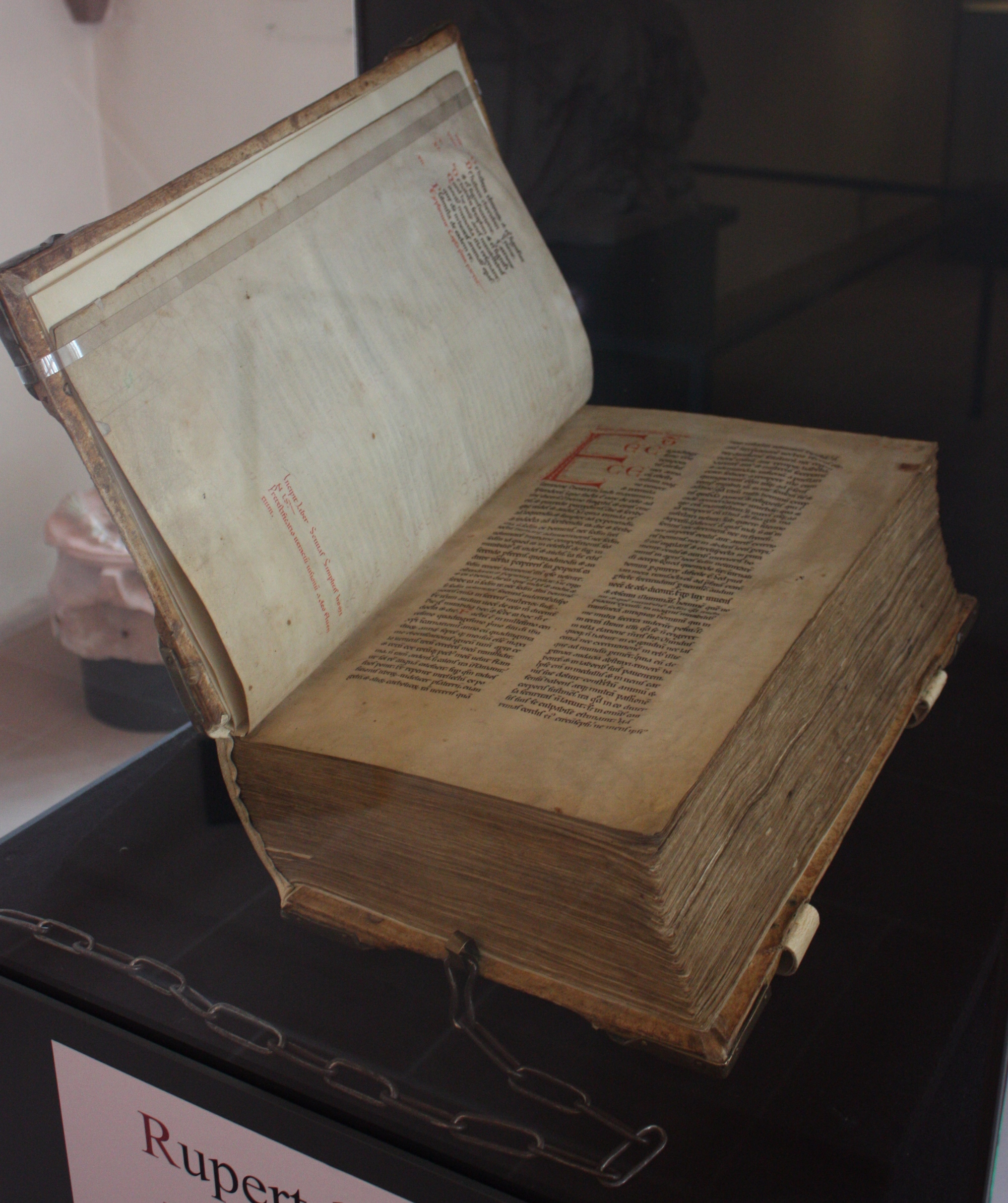
El Riesencodex expuesto en el Monasterio Eberbach en 2013.

El códice de Wiesbaden, conocido en alemán como «Riesencodex» (Códice gigante), es un manuscrito medieval del siglo XII que contiene los principales trabajos de santa Hildegarda de Bingen. 
Es un manuscrito gigante de 46 x 30 cm de tamaño, un peso de 15 kg y 481 folios, cuya datación oscila entre los últimos años de vida de Hildegarda (1179) y algunos posteriores a su muerte siendo la fecha más tardía probable el año 1200. Ilustrado con 35 miniaturas sobre las visiones de la santa. Su riqueza artística ha llegado a algunos investigadores a dudar de que haya sido creado en Rupertsberg o Eibingen para ubicarlo en algún otro centro cultural de la época.
No obstante, el manuscrito se encontraba en el convento de Rupertsberg en los tiempos de su destrucción en el siglo XVII, por lo que fue trasladado a Eibingen al igual que las reliquias de la santa, siendo resguardado en el monasterio fundado por ella en aquel lugar donde yació hasta su traslado en 1814 a la entonces recién creada biblioteca de Wiesbaden en Hesse (actualmente «Universidad y Biblioteca estatal de RheinMain»). Durante la Segunda Guerra Mundial fue trasladado a Dresde para resguardarlo de los bombardeos de los aliados, no obstante sufrió grandes daños. Fue devuelto a Hesse y su contenido reconstruido gracias a fotocopias y facsímiles extraídos durante las primeras décadas del siglo XX.
Es una de las fuentes principales para el conocimiento de las obras de Hildegarda de Bingen, conteniendo las siguientes obras:
- Scivias.
- Liber vitae meritorum
- Liber divinorum operum
- Symphonia armoniae celestium revelationum
- Ordo virtutum
- Lingua ignota
- Litterae ignotae
- Expositiones evangeliorum
- Ad praelatos Moguntinenses
- Cartas de Hildegarda de Bingen.

Contiene además un escrito biográfico de Hildegarda (Vita) escrito pocos años después de su muerte por el monje Teoderich von Echternach.